# Stříbrný roh
Stříbrný roh je vrchol a přírodní památka jihovýchodně od obce Těchlovice v okrese Děčín. Oblast spravuje AOPK ČR Správa CHKO České středohoří.

## Předmět ochrany
Důvodem ochrany je uchování staré přirozené bučiny na čedičovém vrcholu. Vrchol Stříbrného rohu o nadmořské výšce 517 metrů geomorfologicky spadá do celku České středohoří, podcelku Verneřické středohoří, okrsku Bukovohorské středohoří a podokrsku Mukařovská hornatina.

## Geologie

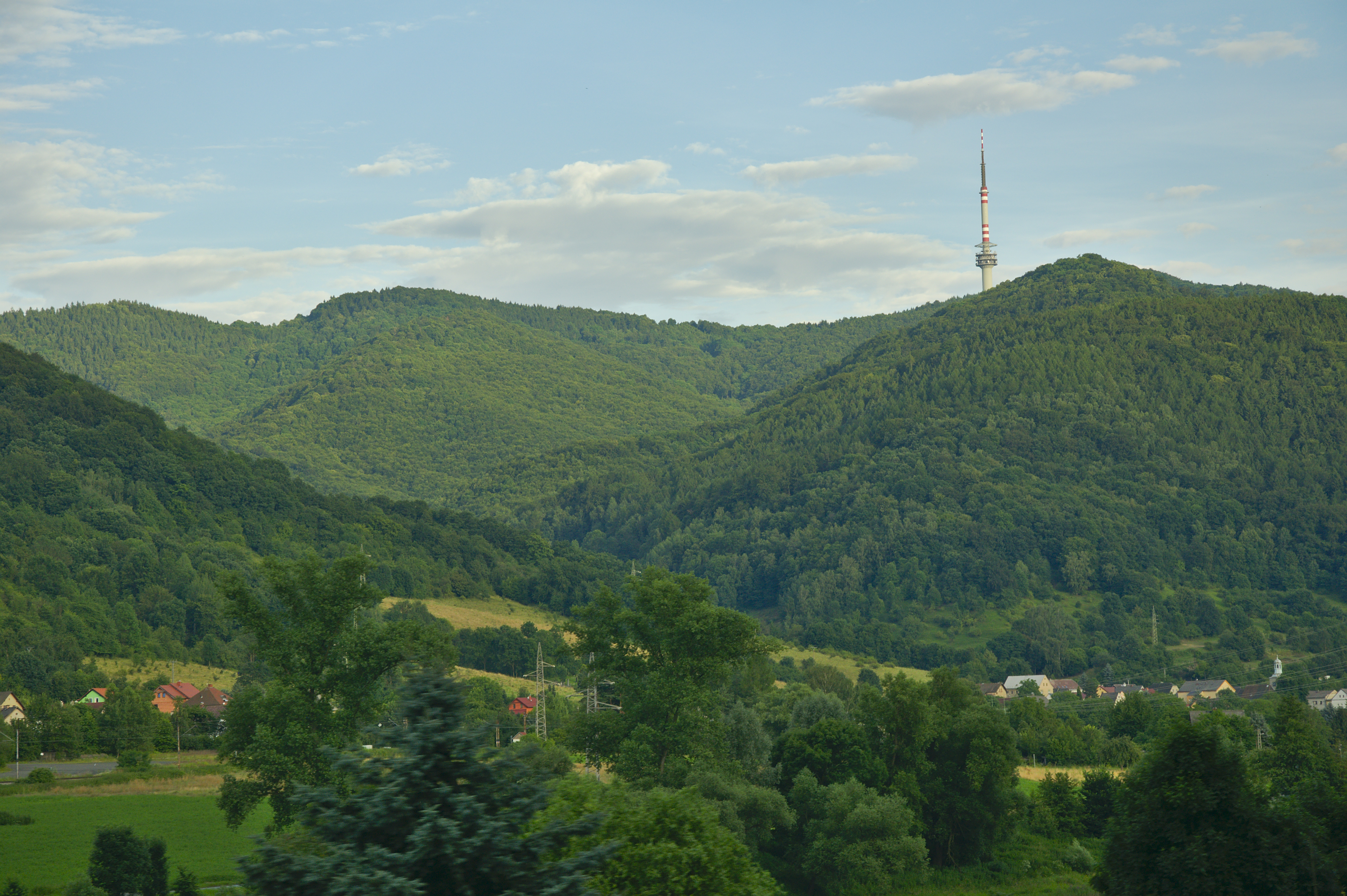
Pohled na Těchlovice a vysílač Buková hora a před ní vrchol Stříbrný roh

Důležitou součástí chráněného území je jeho geologická charakteristika. Hřeben, který vybíhá severozápadním směrem z masivu Bukové hory do labského údolí, je tvořen úlomkovitými vulkanickými horninami, ležícími na křídových pískovcích. Tyto horniny jsou proniknuty několika dalšími sopečnými tělesy. Vlastní vrchol je složený z olivinického bazaltu. Na úbočích se vyskytují mrazové sruby.

## Přístup
Na vrchol ani k chráněnému území nevedou žádné lesní cesty nebo turisticky značené trasy.